# 仁武垃圾焚化廠
仁武垃圾焚化廠為一座位在臺灣高雄市仁武區的垃圾焚化廠，該廠目前以公有民營，產權所有者為高雄市政府環境保護局，經營者為達和環保服務股份有限公司方式營運。

## 沿革
在2010年縣市合併前的高雄縣政府最早在1988年7月29日展開興建垃圾焚化廠的計畫，該計畫中，預定場址位於鳳山市，爾後縣政府將垃圾焚化廠計畫書完成後遞送至行政院環保署以爭取補助興建。1989年，高雄縣政府於鳳山市召開民眾公聽會時，遭遇鳳山居民強烈反對，並且，其預定廠址與國防部中正預校、陸軍步兵學校以及空軍油庫極度接近，軍方亦有意見，環保署得知後，便以「計畫廠址位置不當」要求高雄縣政府須重新尋找垃圾焚化廠的興建廠址，並相互完成溝通協調。由於原定於鳳山的興建廠址爭議過大，縣政府於1990年將廠址改至林園鄉，然而，當廠址一致林園鄉的消息傳至林園鄉代表會後，該鄉代表會表示，堅決反對垃圾焚化廠興建在林園鄉，因此林園廠址的計畫仍舊作罷。
1991年3月26日，縣政府經過鳳山與林園廠址告吹後，再度向環保署提出將廠址移至仁武鄉的計畫，並提出更細部的垃圾焚化廠計畫，包含預計燃燒量為900噸/天，預定服務區域為焚化廠周遭鳳山市、仁武鄉等7個高雄縣行政區。1992年3至4月之間，為確保如仁武廠址遭反對時有備案，因此高雄縣政府再向環保署提出包含仁武廠址在內的鳳山廠址與路竹鄉廠址。4月24日，環保署發函回覆，同意先將仁武廠址作為優先選定的興建廠址，並把原設計的燃燒量擴充為1350噸/天，而鳳山廠址與路竹廠址則列入後續增建計畫的預備廠址，至此正式確定仁武為垃圾焚化廠預定地之廠址。1996年5月，預定廠址用地進行都市計畫變更，該變更案經行政院內政部都委會審查同意，並辦理廠址用地的公告徵收。於1997年7月18日廠區地址核定確認為高雄縣仁武鄉烏林村仁安二巷100號。
仁武垃圾焚化廠之廠址用地，為高雄縣政府向台灣糖業公司申請無償撥用，該案經台糖公司旗下的工安環保處支持，並主動協助縣政府與台糖公司章回小組、資產小組及董事會之間的溝通協調，順利取得廠址用地。另外在仁武廠址用地確定過程中，亦遭逢台灣高鐵高雄站機車調度站預定地以及台電公司變電所用地重疊的糾紛事項，由於垃圾焚化廠之興建案均屬國家重大公共工程建設，因此環保署由署長主動會同相關部會與各爭議單位積極溝通協商，最終順利完成仁武垃圾焚化廠之用地取得。
仁武垃圾焚化廠興建案於1992年7月1日開始展開環境影響評估工作，1994年3月完成環評報告。
1995年9月14日，焚化廠之整地工程由得標的廠商樺棋營造正式進駐工區施作，12月17日，整地工程完工。
1997年6月23日，環保署副署長及高雄縣縣長余政憲主持仁武垃圾焚化廠開工破土典禮。6月30日，主體工程施工得標廠商中鼎工程公司與日本三菱重工向高雄縣政府建設局發函提報正式開工。
焚化廠主體興建工程於2000年2月19日正式完工，3月14日至16日開始進行焚化廠內部設施的工程初驗，4月19日至4月26日進行工程正驗，5月16日正驗合格。7月29日，高雄縣政府舉辦移交典禮。11月30日，完成為期2個月的焚化廠設施操作維護訓練。12月1日，高雄縣政府將仁武垃圾焚化廠之廠區營運權正式移交給香港太古昇達國際廢料處理有限公司台灣分公司操作營運，並簽約20年之營運權利。
2021年12月1日，香港太古昇達國際廢料處理有限公司台灣分公司營運權合約到期，高雄市政府環保局將仁武垃圾焚化廠之廠區營運權轉由達和環保服務股份有限公司接手操作營運，簽約15年之營運權利。

## 組織架構
監督管理單位
- 高雄市政府環境保護局南區資源回收廠(仁武廠區)

協助監督單位
- 中興工程顧問股份有限公司

委託操作營運單位
- 達和環保服務股份有限公司

## 諸元
- 焚化爐數：3座
- 廠區面積：12.93公頃[2]
- 焚化爐型：全連續機械式爐床
- 燃燒熱值：2400卡/公斤[2]
- 儲坑容量：
- 設計處理量：1,350噸/天
- 回饋設施：運動健身公園、室內游泳池、室內籃球場、室內羽球場、戶外籃球場、戶外排球場、兒童遊樂區、活動中心[5]

## 資料來源
1. ↑  . 環保局環境資源資料庫.   [2016-01-30]. （原始内容存档于2019-10-07） （中文（臺灣））.
2. 1 2 3 4 5 6  . 高雄市政府環保局.   [2016-01-30]. （原始内容存档于2017-01-05） （中文（臺灣））.
3. 1 2 3 4 5 6 7 8 9 10 11 12  . 行政院環保署.   [2016-01-30]. （原始内容存档于2017-01-05） （中文（臺灣））.
4. ↑  .   [2022-09-07]. （原始内容存档于2022-09-07）.
5. ↑  . 高雄市南區資源回收廠 - 仁武焚化廠.   [2016-01-30]. （原始内容存档于2016-04-23） （中文（臺灣））.

## 外部連結
- 仁武垃圾焚化廠 （页面存档备份，存于）（繁體中文）